# Cirratulus abyssorum
Cirratulus abyssorum är en ringmaskart som beskrevs av Hansen 1878. I den svenska databasen Dyntaxa används istället namnet Chaetozone abyssorum. Enligt Catalogue of Life ingår Cirratulus abyssorum i släktet Cirratulus och familjen Cirratulidae, men enligt Dyntaxa är tillhörigheten istället släktet Chaetozone och familjen Cirratulidae. Arten har ej påträffats i Sverige. Inga underarter finns listade i Catalogue of Life.